# Tetrastichus murakamii
Tetrastichus murakamii är en stekelart som beskrevs av Sugonjaev 1983. Tetrastichus murakamii ingår i släktet Tetrastichus och familjen finglanssteklar. Inga underarter finns listade i Catalogue of Life.